# Salambò
Salambò è un film del 1960 diretto da Sergio Grieco, tratto dal romanzo Salammbô di Gustave Flaubert.

## Trama
Immediatamente dopo la Prima guerra punica, Cartagine è alle prese con i mercenari precedentemente assoldati per combattere in Sicilia che ora reclamano il pagamento dei loro servigi. Uno di questi, Mato, s'innamora di Salammbô, figlia di Amilcare Barca, il grande generale cartaginese.

## Produzione
Il film è tratto dal romanzo Salammbô dello scrittore francese Gustave Flaubert, adattato da John Blamy per la versione statunitense e da Carlo Infascelli per quella italiana.

## Distribuzione
A fronte dei 105 minuti dell'edizione originale, l'edizione francese viene accorciata a 95 minuti, mentre quella statunitense viene ridotta a 75 minuti.

## Accoglienza

### Critica
Segalazioni Cinematografiche, all'uscita del film, segnala che "La vicenda è vista e descritta superficialmente nei suoi elementi più spettacolari. Modeste la regia e l'interpretazione."